# Pierre Poujade
Pierre Poujade, född 1 december 1920 i Saint-Céré, Lot, Frankrike, död 27 augusti 2003 i La Bastide-l’Évêque, var en fransk populistisk politiker som gav namn åt poujadiströrelsen.

## Biografi
Poujade studerade vid Collège Saint-Eugène d'Aurillac, en romersk-katolsk privatskola. Efter sin fars död 1928 kunde han inte fortsätta studierna och lämnade skolan för att arbeta som kroppsarbetare. Som tonåring anslöt han sig till Jacques Doriots Parti Populaire français (PPF).
Från 1940 till 1942 stödde Poujade Révolution nationale med Philippe Pétain som ledare. Efter invasionen av frizonen av tyska styrkor gick han med i Fria franska styrkorna i Alger, där han träffade sin blivande fru, Yvette Seva, med vilken han hade fem barn.

## Poujadism
Efter kriget var Poujade ägare till en bok- och pappershandel. År 1953 hindrade han, tillsammans med en grupp på cirka 20 personer, inspektörer från skatteverket från att kontrollera inkomster hos en annan butiksägare. Detta var början på en skatteproteströrelse av butiksinnehavare. I slutet av samma år skapade han Unionens de Defense Commercants et Artisans (UDCA), för att organisera skattedemonstranterna. Denna rörelse skulle snart kallas "Poujadismen".
Förutom protesten mot inkomstskatten och priskontroll som infördes genom Antoine Pinay för att begränsa inflationen, var poujadism motsats till industrialisering, urbanisering och modernisering i amerikansk stil, som uppfattades som ett hot mot identiteten på landsbygden i Frankrike. Poujadismen fördömde den franska staten som "tjuvaktig och omänsklig". Rörelsens "vanliga människor"-populism ledde till antiparlamentarism (Poujade kallade nationalförsamlingen "den största bordellen i Paris" och ledamöterna "en hög med skräp" och "pederaster"), en stark anti-intellektualism (Poujade fördömde utexaminerade från École Polytechnique som de största bovarna i eländet i 1950-talets Frankrike och skröt om att han hade ingen boklig utbildning), främlingsfientlighet  och antisemitism  särskilt riktad mot Pierre Mendès-France (han hävdade att "Mendès är fransk endast till namnet"), som uppfattades som ansvarig för förlusten av Indokina.

## Politiskt engagemang
År 1955 var UDCA en stark politisk rörelse, med 400.000 medlemmar. Dess anhängare uppmuntrades att protestera mot skatter och dra tillbaka sina insättningar från statligt ägda banker. Rörelsen krävde en ny Estates general till att återskapa den franska politiska regimen, och publicerade tidningen Fraternité Française.
UDCA fick 52 platser i 1956 års val till nationalförsamlingen. Den yngste ledamoten, invald på en UDCA-lista, var Jean-Marie Le Pen, då ledare för ungdomsgrenen av UDCA. Poujade spelade nu en avgörande roll för avkolonisering Algeriet, och för Europeiska försvarsgemenskapen.
Efter femte franska republikens inledning 1958 under Charles de Gaulles presidentskap, försvann Poujade och hans parti till stor del från scenen. Poujade distanserade sig från Le Pen och förklarade 2002 att han skulle ha föredragit att bryta sitt eget ben hellre än att göra honom till ledamot. År 1965 stödde han Jean Lecanuet i presidentvalet.
I presidentvalen 1981 och 1988, gynnade Poujade François Mitterrand, men i valet 1995 uttryckte han sitt stöd för Jacques Chirac.
År 1984 blev Poujade utsedd till Conseil économique et social av Mitterrand. Han använde denna position bl.a. till att främja biobränslen. 